# Maragogipe
Maragogipe o Maragojipe es un municipio brasileño del estado de Bahía. Su población en 2022 era de 35 859 habitantes.

## Historia
El municipio fue creado con territorio separado de Jaguaripe y denominación de Maragogipe por carta regia de 17.12.1693 y Ordenanza del 16.12.1724. La sede fue elevada a la categoría de ciudad a través Ley Provincial del 08.05.1850, con la denominación de Patriótica Ciudad de Maragogipe. (En la ciudad también reside la discusión sobre la ortografía correta, si con G o con J.)